# Ажгихина, Надежда Ильинична
Надежда Ильинична Ажгихина (24 июня 1960, Томск) — журналист, литератор, общественный деятель. Вдова Щекочихина Ю. П.

## Биография
В 1976 начала печататься в разделе для подростков «Алый парус» газеты «Комсомольская правда»
Окончила факультет журналистики МГУ в 1982 году, аспирантуру факультета журналистики МГУ, кафедра литературно-художественной критики и публицистики, научные руководители Галина Белая и Анатолий Бочаров.
Кандидат филологических наук.

## Профессиональная карьера
Работала в газете «Комсомольская правда» (1982—1986), журнале «Огонек» (1990—1995), «Независимой газете» (1995—2001)
С 2003 по 2017 год — секретарь Союза журналистов России, координатор программ международного сотрудничества и защиты прав журналистов СЖР.
В 1978 году поступила в студию при Московской писательской организации, в 1990 году — в писательскую ассоциацию «Апрель», член Союза российских писателей, член Русского ПЕН-центра, член Международной ассоциации женщин-писателей «Женский мир», с 1995 года Сопредседатель Ассоциации журналистов (1994—2003).
В 1991 году участвовала в первой конференции женщин-писательниц и журналисток СССР и США «Гласность в двух культурах» в Нью-Йорке (Glasnost in Two Cultures, NYU). Участница российско-американских проектов по современной культуре и гендерному равенству, автор российско-американского журнала «Democratizatsiya», российский редактор международного журнала «Диалог женщин, Вы и мы»(WE/МЫ) в 1996—2003 гг. Координатор программ российско-шведского сотрудничества в области журналистики и гендерного равенства.
Член американской ассоциации славистов (AAASS, ASEEES) с 1992 года, награждена Ассоциацией женщин-слависток (AWSS) за вклад в развитие сотрудничества российских и американских женщин.
Член Гендерного совета Международной федерации журналистов, вице-президент Европейской федерации журналистов с 2013 по 2019 год, организатор российских и международных конференций в области свободы слова, гендерного равенства, гендерных стереотипов и СМИ, в том числе — конференции ЮНЕСКО «Женщины-журналистки в зонах переживших конфликты», вместе с профессором Кэтрин Непомнящей (Cathtarine Theimer Nemompnyashchy) разработала проект «Диалог доверия», посвященный поиску языка мирной коммуникации во время конфликтов, в 2014—2015 годах — российский координатор диалога российских и украинских профессиональных журналистских организаций под эгидой Представителя по свободе СМИ ОБСЕ. Стипендиат Института Кеннана (США, 1995), Университета Седерторн (Швеция, 2013).

## Педагогическая деятельность
Выступала с лекциями в университетах США, Великобритании, Швеции, Финляндии, Франции, Казахстана, Индии, других стран.

## Писательская деятельность
Автор и редактор 17 книг о культуре, правах человека, гендерном равенстве и СМИ.
Публикации в журнале The Nation (2019—2021):
- «Freedom of Speech Is Under the Gun as the Virus Spreads in Russia»[22]
- «Putin Begins the Transition of His Own Power»[23]
- «Domestic Violence Is Russia’s Shame»[24]
- «Russia’s Recent Elections Could Signal Hope—or a Warning»[25]
- «Russia Needs Its Own Bernie Sanders»[26]
- «Is Russia Loosening Its Grip on the Press?»[27]
- «Is Russia Waking Up?»[28]
- «The Iron Curtain for the Russian Internet»[29]
- «Russia Reacts to the Release of the Mueller Report»[30]
- «Russian Women Against Militarism: Act II»[31]
- «Russia’s Pension-System ‘Reform’ Is Deeply Controversial»[32]
- «Russia Needs a New Gorbachev»[33]
- «He Taught Gorbachev»[34]
- «Democracy Without Women Is Not Democracy»[35]
- «Women in Russia and the US Show an Alternative to War»[36]
- «„We Will Live in a Completely Different World“: A Conversation With Svetlana Alexievich»[37]
- «30 Years Ago, the Tanks Rolled Into Moscow—but We Refused to Be Silent»[38]
- «Russian Journalist Anna Politkovskaya Was Killed 15 Years Ago»[39]

Книги:
- «Девочка с птицами»[40] (АИРО-XXI, 2021)
- «Честное слово»[41] (Медиа группа «Журналист», 2020)
- «Письма из Москвы. Прямая речь. Междометия»[42] (АИРО-XXI, 2020)

## Награды
- Почётный знак Союза журналистов России «Честь, достоинство, профессионализм»[43]
- Медаль имени Армянской республики
- Награждена Орденом Северной Звезды короля Швеции за развитие культурного сотрудничества России и Швеции